# José Luis Martínez Guijarro
José Luis Martínez Guijarro (Cuenca; 16 de junio de 1968) es un político español, del PSOE. Está casado y tiene tres hijos.

## Biografía
Es licenciado en Ciencias Económicas y Empresariales por la Universidad de Oviedo y diplomado en Dirección Económico-Financiera por el Instituto de Directivos de Empresa. Miembro del PSOE, ha centrado su carrera política en Castilla-La Mancha. Ha desempeñado cargos públicos en la Junta de Comunidades de Castilla-La Mancha, como los de secretario general técnico de la Consejería de Bienestar Social entre 1993 y 1996, director general de Servicios Sociales entre 1996 y 1999 y delegado de la Junta de Comunidades en Cuenca entre 1999 y 2003. Es diputado por Cuenca en las Cortes de Castilla-La Mancha desde 2003. 
En septiembre de 2005 es nombrado consejero de Medio Ambiente de Castilla-La Mancha, asumiendo las competencias de agricultura en 2008. Ese mismo año es elegido secretario provincial del PSOE en Cuenca, siendo reelegido en 2012.
Desde junio de 2011, es portavoz del grupo socialista en las Cortes de Castilla-La Mancha, revalidando el puesto en 2012.

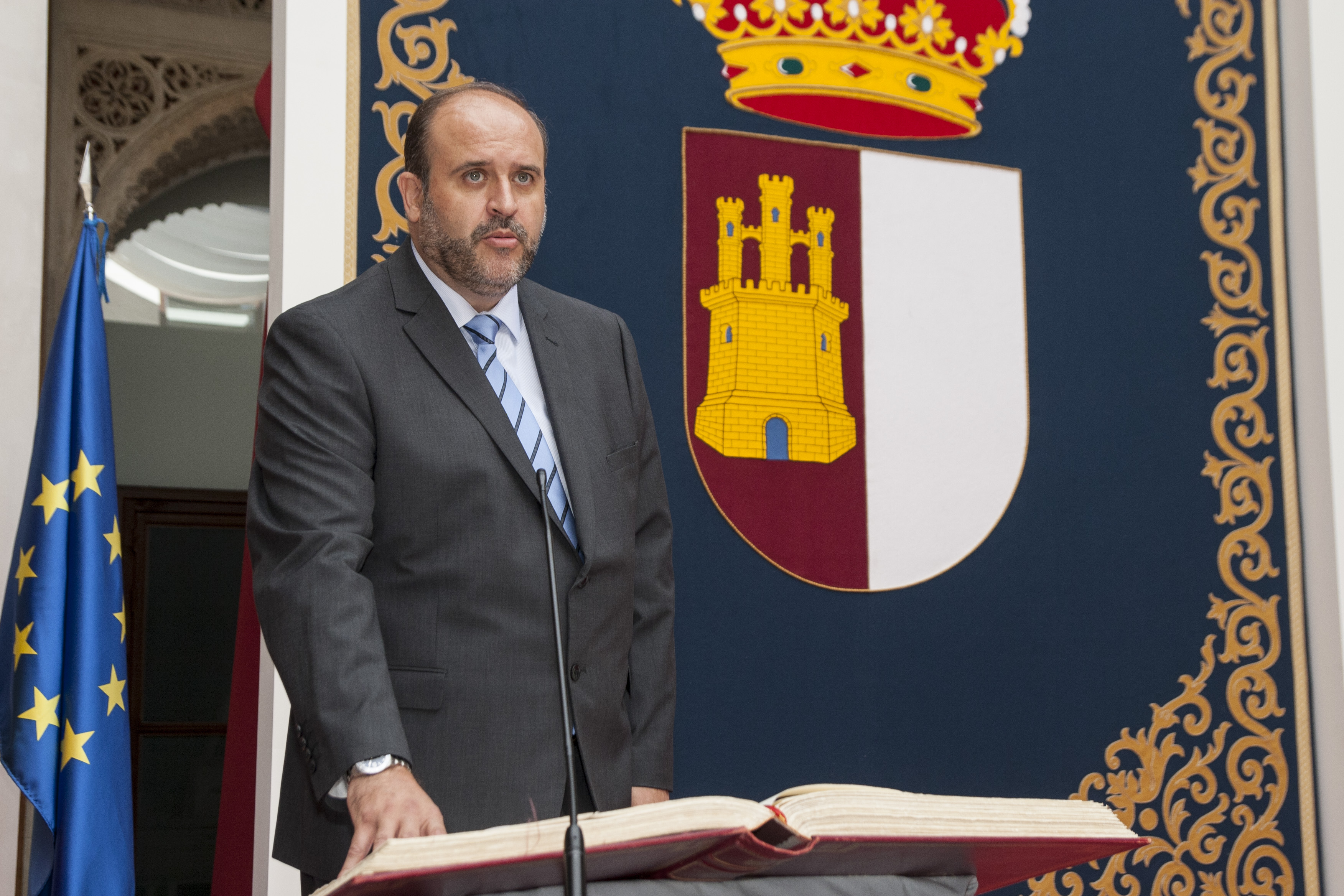
Jurando el cargo de vicepresidente en 2015

Desde el 5 de julio de 2015, es el vicepresidente de la Junta de Comunidades de Castilla-La Mancha. El 9 de agosto de 2017 se anunció que pasaría a ostentar la Vicepresidencia primera, tras el acuerdo adoptado por el PSOE regional con Podemos, para la aprobación de los Presupuestos y la entrada en la Junta de Comunidades. Tomará posesión de su nueva responsabilidad el 10 de agosto.

## Cargos políticos
- Secretario general técnico de la Consejería de Bienestar Social (1993-1996).
- Director general de Servicios Sociales (1996-1999).
- Delegado de la Junta de Comunidades de Castilla-La Mancha en Cuenca (1999-2003).
- Diputado por Cuenca en las Cortes de Castilla-La Mancha (desde 2003).
- Consejero de Medio Ambiente y Desarrollo Rural de Castilla-La Mancha (2005-2011).
- Secretario general del PSOE de Cuenca (desde 2008).
- Portavoz del Grupo Socialista en las Cortes de Castilla-La Mancha (desde 2011).
- Vicepresidente de la Junta de Comunidades de Castilla-La Mancha (desde 2015).